# Ajuntament de Sant Julià del Llor i Bonmatí
L'Ajuntament de Sant Julià de Llor i Bonmatí és una casa consistorial de Sant Julià del Llor i Bonmatí (Selva) inclosa a l'Inventari del Patrimoni Arquitectònic de Catalunya.

## Descripció
Es tracta d'un edifici rectangular aïllat de dues plantes amb coberta de dues aigües a laterals situat a la plaça de Bonmatí. Està arrebossat i pintat i envoltat, en dos dels seus quatre costats, per una balconada correguda o galeria exterior. Les cantonades estan remarcades amb motllures de rajol emmerletades i les dues plantes i la cornisa estan separats per un fris senzill de rajol i ciment. La planta baixa conté, a la façana principal, una porta rectangular que fins no fa gaire fou usada com a bar. Al lateral occidental hi ha una altra porta similar, una finestra i una altra porta més estreta, que serveix d'accés al pis superior. Al lateral oriental hi ha la part exterior de la galeria del primer pis, que té una decoració de set motllures d'arcs carpanellTambé hi ha, a la façana posterior, un accés al balcó del primer pis.
El primer pis consta, a la façana, d'un balcó institucional amb barana de ferro. La finestra que dona al balcó està emmarcada amb motllures i fanals. A la dreta de la finestra existeix un escut oficial del poble (les tres torres d'indicació de poble, el llorer i la roda de molí) amb llums de neó. Sobre la finestra i damunt la cornisa, remarcada amb un seguit de motllures, hi ha un rellotge de broques de forma circular que ocupa la part central del timpà triangular del sostre. Als laterals hi ha set finestres per banda i, en la que conté la galeria exterior, hi ha una balustrada senzilla. El ràfec del sostre emergeix un poc, sobretot en les façanes laterals. En aquestes, està format per bigues de fusta amb ondulacions decoratives.

## Història
Aquest edifici formava part de la Colònia Industrial fundada per Don Manuel Bonmatí de Cendra (1853-1914) entre 1896 i 1903 i feia la funció de casa del director de la Colònia. Ja que es pot considerar que la Colònia fou una de les forces socials precedents del futur municipi de Sant Julià del Llor i Bonmatí, resulta comprensible que l'Ajuntament ocupi una de les seves antigues dependències.
Com a exemple de la importància que la colònia tingué per Bonmatí i Sant Julià, s'evidencia que durant la segona República, quan la majoria dels nomenclàtors dels carrers van canviar, la plaça de Bonmatí continuà dedicada a Don Manuel Bonmatí de Cendra. Actualment, alguns dels edificis del conjunt industrial (naus, casa del director, pisos humils, l'hostal-botiga-cafè-teatre...) s'han deslligat de la seva interdependència colonial i s'han adaptat a la modernitat conservant les seves funcions originals particulars.
Sant Julià del Llor i Bonmatí, tradicionalment, van formar part d'Amer fins a finals del segle xx. Però ja el 1907, una bona part del teixit social de la Colònia Bonmatí i de Sant Julià va donar suport als interessos de M. Bonmatí de Cendra per segregar-se d'Amer i agregar-se a Bescanó. Malgrat això, el 1912, aquestes intencions i lluites entre cacics locals es van veure frustrades, malgrat el ressò que van tenir a Madrid, per raons polítiques de conflicte entre forces liberals i conservadores, que feren front comú davant aquesta iniciativa liderada per un carlí. En el context de la Guerra Civil (1937), es va tornar a demanar la independència, encara que sense obtenir cap resultat positiu, ja que, com en molts altres litigis i casos similars, es creia convenient primer guanyar la guerra.
El 1980, degut al creixent sentit d'identitat local i al creixement del descontentament vers l'administració del cap de municipi, es va iniciar el procés de demanda de segregació i d'autogovern municipal. El 22 de febrer de 1983, després de dos anys d'intensa mobilització social i política, la Generalitat de Catalunya autoritzà la constitució del municipi independent. Des de llavors, l'edifici funciona com a Ajuntament, on es disposa dels serveis següents: Registre Civil, Jutjat de Pau, serveis tècnics, servei de notaria i serveis socials.